# Ключарёв, Александр Александрович
Александр Александрович Ключарёв (1 июля 1921, г. Воронеж — 18 июня 1992) — белорусский учёный-инфекционист, заслуженный деятель науки Белорусской ССР, доктор медицинских наук (1970), профессор (1971). Ректор Минского медицинского института (1961—1986). Участник Великой Отечественной войны. Подполковник медицинской службы.

## Биография
Призван в действующую армию 22.08.1939 Уваровским РВК (Тамбовская область, Уваровский район). Место службы:  29 гвардейский кавалерийский полк 8 гвардейской кавалерийской дивизии,
12 корпус противовоздушной обороны полевой подвижной госпиталь 467.
В 1943 году окончил Ленинградскую военно-медицинскую академию (Самарканд).
В 1946 году был заведующим кожно-венерологическим отделением районной поликлиники в Горках Могилевской области, преподавал на военной кафедре Белорусского сельскохозяйственного института в Горках (1946—1948).
В 1957—1971 годах был доцентом кафедры инфекционных болезней Минского медицинского института, попутно был деканом курса (1957—1958), заместителем директора Института по учебной работе (1958—1961). В 1958 году присвоено научное звание доцента. В 1961—1986 годах — ректор Минского медицинского института.

## Награды
- Орден Красной Звезды (27.11.1943[2])
- Орден Отечественной войны I степени (25.02.1945[2])